# Berta discolor
Berta discolor là một loài bướm đêm trong họ Geometridae.